# Kerncentrale Rostov
Kerncentrale Rostov (Russisch: Ростовская АЭС uitspraakⓘ) ook bekend als Kerncentrale Volgodonsk (Russisch: Волгодонская АЭС), ligt bij de stad Volgodonsk op een afstand van ongeveer 200 kilometer van Rostov aan het stuwmeer van Tsimljansk.
(
Eigenaar en uitbater is het staatsbedrijf Rosenergoatom. Drie VVER-1000 V320 drukwaterreactoren zijn in de centrale actief. De bouw van een vierde reactor is gaande, die van de vijfde en zesde reactor is geannuleerd. De bouw van de centrale heeft tussen 1990 en 1999 stilgelegen vanwege de kernramp van Tsjernobyl, dit is de eerste centrale die werd geopend in Rusland na deze ramp.
| Reactorblok | Reactortype    | Vermogen | Begin bouw | Inbedrijfsname |
| ----------- | -------------- | -------- | ---------- | -------------- |
| Rostov - 1  | VVER-1000 V320 | 950 MW   | 1981       | 2001           |
| Rostov - 2  | VVER-1000 V320 | 950 MW   | 1983       | 2010           |
| Rostov - 3  | VVER-1000 V320 | 1011 MW  | 2009       | 2015           |
| Rostov - 4  | VVER-1000 V320 | 1011 MW  | 2010       | 2017           |